# Dennis Lehane
Dennis Lehane (1965) é um escritor dos Estados Unidos, autor de romances policiais. Escreve livros violentos, com enredos investigativos e atmosfera sufocante, em estilo noir. Seu maior sucesso é o livro Sobre Meninos e Lobos (Título Original: "Mystic River"), que foi adaptado por Clint Eastwood para o cinema e foi indicado ao oscar de melhor filme, além de faturar os prêmios de melhor ator e melhor ator coadjuvante.

## Biografia
Dennis Lehane nasceu e foi criado em Dorchester, Massachusetts, Estados Unidos. Antes de se dedicar à escrita a tempo inteiro, trabalhou com crianças com deficiências mentais e vítimas de abusos, foi empregado de mesa, motorista de limusinas, livreiro e carregador. Seus livros foram várias vezes premiados e traduzidos em 22 línguas.